# Vorgeschichte Polens
Die Vorgeschichte im Gebiet des heutigen Polens beginnt mit der Altsteinzeit.

## Paläolithikum

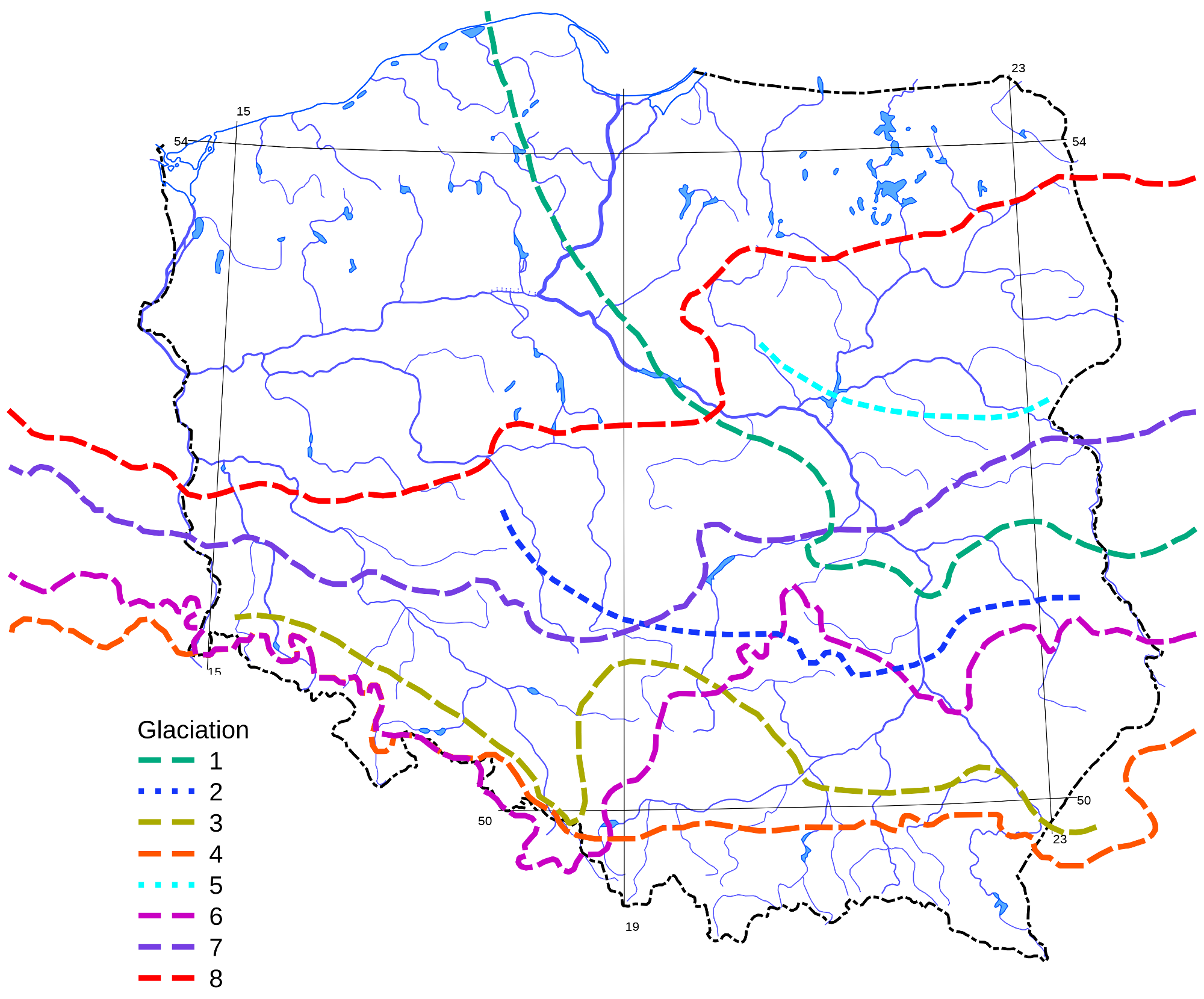
Die Ausdehnung der Gletscher in den verschiedenen Kaltzeiten; 1: Günz-Kaltzeit, 2: 730–430 kya, 6–7: Riß-Kaltzeit, 8: Weichsel-Kaltzeit

Das Paläolithikum (die Altsteinzeit), der längste Abschnitt in der Menschheitsgeschichte, hatte aufgrund der dreifachen Vergletscherung Polens einen anderen Verlauf als südlich der Karpaten. Die ältesten menschlichen Spuren, einzelne altpaläolithische Steinwerkzeuge von Neandertalern, findet man nur in Südpolen. Sie stammen aus dem Mindel-Riß-Interglazial und dem Riß-Glazial (zwischen 230.000 und 110.000 v. Chr.) Aus dem folgenden Riß-Würm-Interglazial und einem Teil des Würm-Glazials (110.000 bis 40.000 v. Chr.) finden sich bereits mehr Hinweise auf die Besiedelung durch Neandertaler. Sie stammen u. a. aus Höhlen in Südpolen, beispielsweise aus der Stajnia-Höhle. Die Feuersteinwerkzeuge dieser Zeit, die typologisch zum Mittelpaläolithikum gehören, sind schon differenzierter, was die Entstehung einer neuen Tradition widerspiegelt. Charakteristisch für das Mittelpaläolithikum sind die Feuersteinmesser der Micoquien-Prądnik-Kultur. 
Am Anfang des Jungpaläolithikums (gegen 40.000 v. Chr.) erscheint der anatomisch moderne Mensch (Homo sapiens). Die ältesten Spuren, die auf ein Alter von 20.000 Jahren datiert werden, entdeckte man am Wawelhügel und seiner Höhle unweit von Krakau. Die Grenze der durch den Menschen besiedelten Gebiete verschob sich nach Norden und verlief nun durch Mittelpolen. Die Menschen bauten Hütten aus Mammutknochen. Neben dem Feuerstein, der spätestens ab 13.000 v. Chr. abgebaut wurde, begann man, Knochen als Rohstoff für die Herstellung von Werkzeugen, Speerspitzen und Schmuck zu gebrauchen. Aus Tierzähnen wurden Halsketten gearbeitet.
Im späten Jungpaläolithikum (13. bis 9. Jahrtausend v. Chr.) lebten die Menschen von der Jagd auf Rentiere, die die Tundra bewohnten.

## Mesolithikum
Mit der weiteren Erwärmung des Klimas begann um 8300 v. Chr. das Mesolithikum (die Mittelsteinzeit), das bis zum 5. Jahrtausend v. Chr. dauerte. Das Frühmesolithikum wird der Maglemose-Kultur zugewiesen, das Spätmesolithikum (6000–4000 v. Chr.) den Komornica- und Janisławice-Kulturen.
Seit dem Boreal bedeckten Wälder Polen. In einer dem Waldmilieu angepassten Wirtschaft spielte der Fischfang eine große Rolle. Aus Feuerstein, dem wichtigsten Rohstoff zur Herstellung von Werkzeugen, wurden sehr kleine Gegenstände gefertigt (von der Archäologie als Mikrolithen bezeichnet), vor allem die den neuen Jagdmethoden angepassten Pfeilspitzen; aus Geweihstücken waren Harpunen in Gebrauch. Aus Knochen, Horn und Bernstein wurden realistische Tierfigürchen gearbeitet. Wir kennen aus diesem Zeitalter Bestattungen, in denen die Leichen mit Rötel bestreut wurden, was vermutlich symbolische Bedeutung hatte. Das Grab aus Janisławice ist eines der am reichsten ausgestatteten mesolithischen Gräber in Europa. In der mit Rötel bestreuten Grabhöhle fand man die Leiche mit Beigaben von Pfeilspitzen, einer Zahnhalskette und Knochenmessern.

## Neolithikum (Jungsteinzeit)
Die Jungsteinzeit brachte die Kenntnis von Ackerbau und Viehhaltung, die in Mitteleuropa in Form der Linienbandkeramik (LBK) um 5300 v. Chr. die Weichsel erreichte. Die LBK brachte eine neue Keramiktradition mit, welche die seit dem Mesolithikum mit der Narva-Kultur verbreitete ersetzte. Die Bauern der Bandkeramik besiedelten ein großes Gebiet in Europa und hatten eine sehr gleichartige Wirtschafts- und Gesellschaftsform sowie Religion. Sie besiedelten die fruchtbaren Schwarzerdeböden auf Löß. Wichtige Siedlungen wurden unter anderem in Kraków-Olszanica (Ortsteil von Krakau-Zwierzyniec) und Brześć Kujawski ausgegraben. 
Auf die Linienbandkeramik folgt die Notenkopf- und die Stichbandkeramik, in der polnischen Archäologie als „Spät-Donau-Gruppen“ bezeichnet. Im Gegensatz zur LBK, die von großer Einheitlichkeit war, entstanden Regionalkulturen. In Polen, Teilen Österreichs und Tschechiens war dies die Stichbandkeramik. 
Im 4. Jahrtausend breitete sich die jungneolithische Trichterbecherkulturen (TBK) auch auf weniger fruchtbaren Böden aus. Sie waren von den Niederlanden bis zur Ukraine und von Skandinavien bis Böhmen und Mähren verbreitet. Neue Mittel des Ackerbaues (Pflug) und des Transports (Wagen) lassen sich nachweisen. Einige Bestattungen der Trichterbecherkultur fanden als Einzelgräber, in Totenhäusern, in Langbetten und in Ganggräbern und Dolmen statt.
Ab etwa 3100 v. Chr. kam in Mitteleuropa mit Schwerpunkt in Polen die Kugelamphorenkultur hinzu. Die Träger der Kugelamphorenkultur gewannen Feuerstein in großem Ausmaß, u. a. bergmännisch. Ein großer Komplex neolithischer Feuersteingruben befindet sich in Krzemionki Opatowskie (Südpolen). Hier hat man auf einem 4 km langen und 15 bis 120 Meter breiten Feld mehr als 3000 Schächte entdeckt. Von den Schächten, die ein paar Meter breit und bis 9 Meter tief sind, zweigen horizontale Gänge ab. Die Höhe der Gewinnungskammern beträgt 0,55 bis 1,10 Meter. Stehen gelassene Felspfeiler schützten das Höhlensystem vor dem Einsturz, und eine sinnreiche Lüftungsanlage ermöglichte die schwere Arbeit unter Tage.
Auf die Kugelamphorenkultur folgte die endneolithische Schnurkeramische Kultur, die nach 14C-Daten in Ost-Polen, möglicherweise noch weiter ostwärts, entstand. Sie ist durch gehockte Einzelbestattungen in geschlechtsspezifischer Orientierung in Flachgräbern gekennzeichnet, teilweise unter Grabhügeln, teilweise als Nachbestattungen in Megalithanlagen der Trichterbecherkultur.

## Bronze- und Eisenzeit

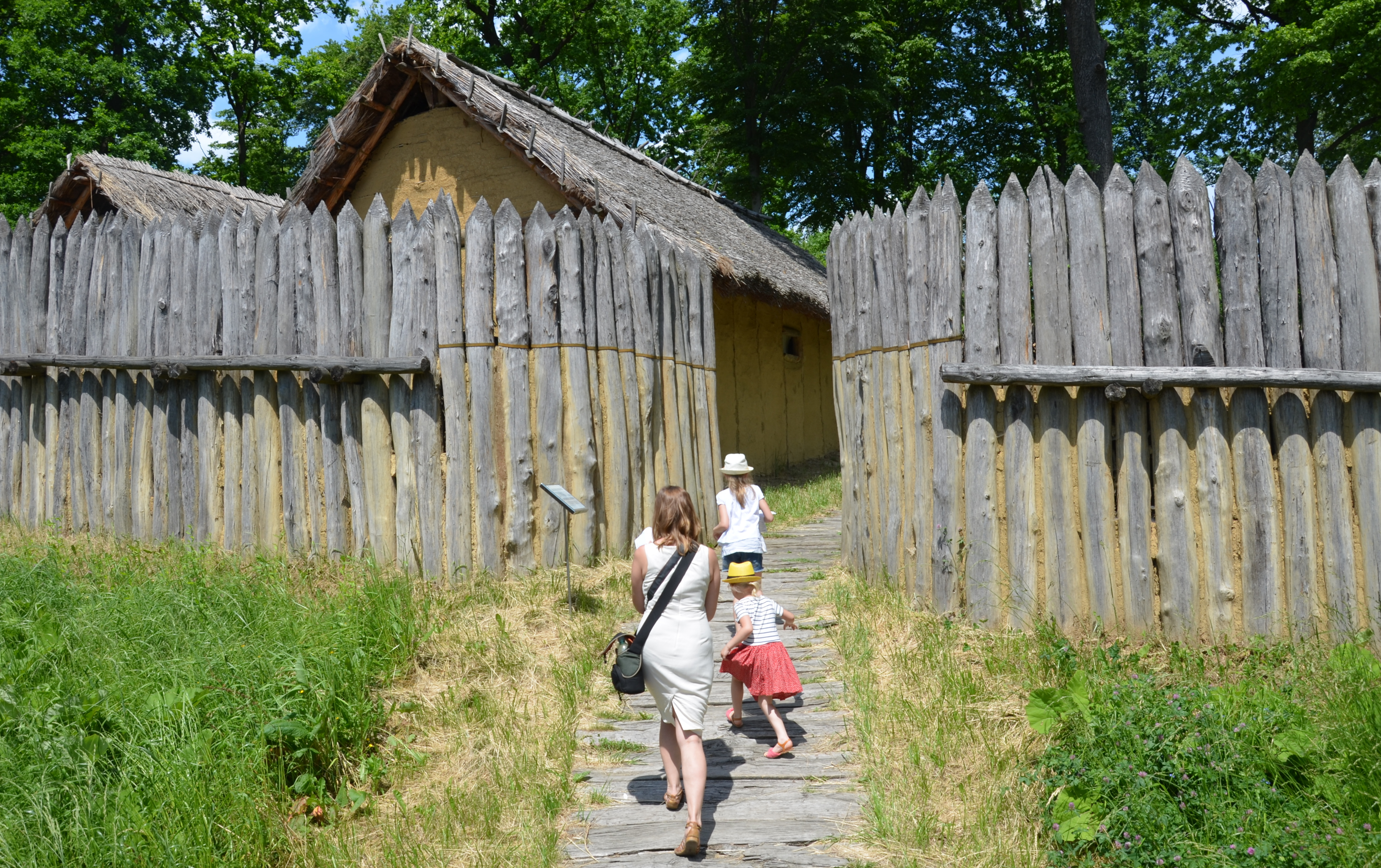
Blick auf einen Teil des spätbronzezeitlichen Otomani-Füzesabony-Erdbaus, Straßen- und Torhauses von 1650 vor Christus von Trzcinica bei Jasło – Rekonstruierte Burgsiedlung (2016)

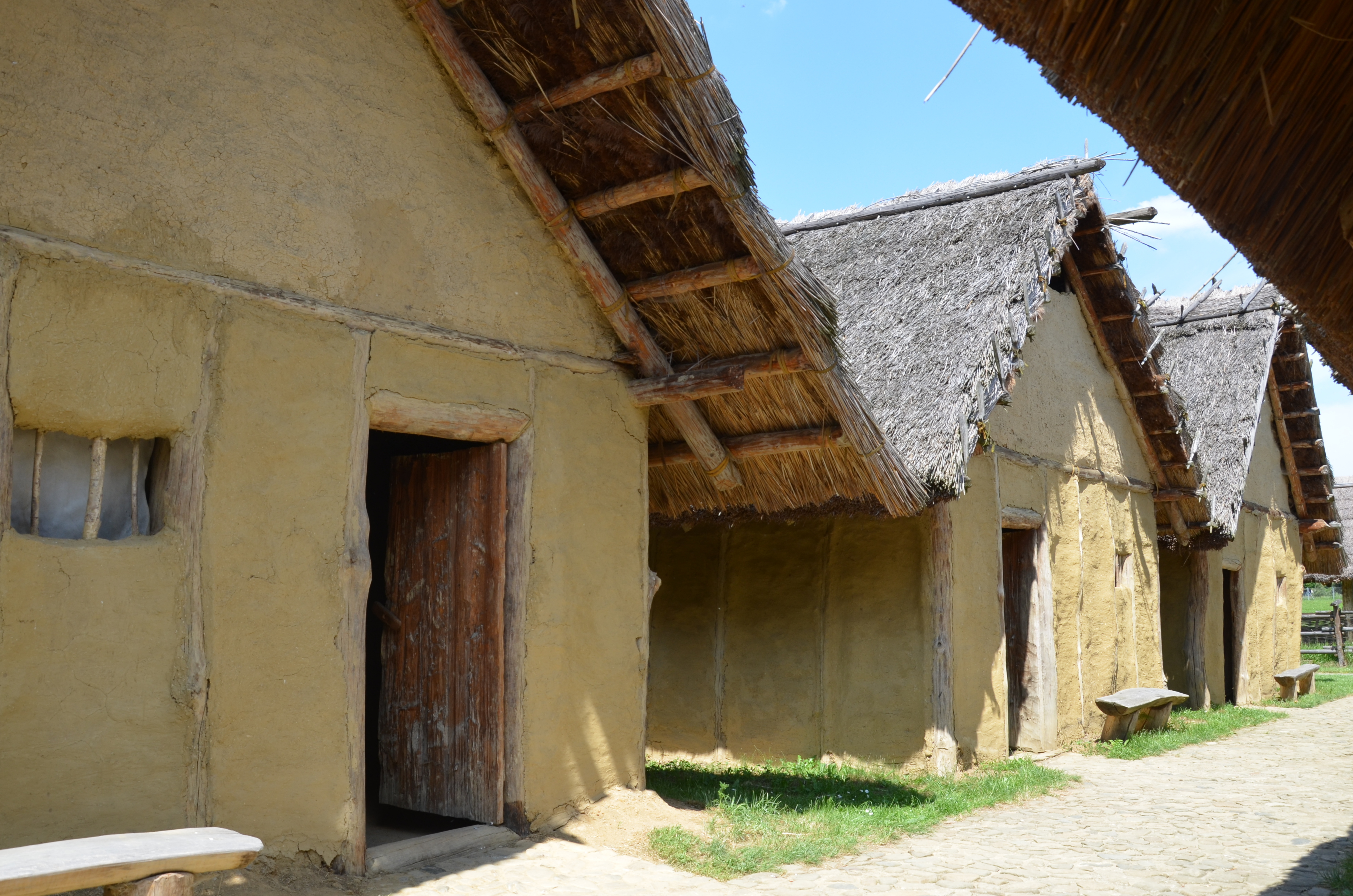
Die Otomani-Füzesabony-Hütten, um 1650 bis zirka 1350 vor Christus, Trzcinica bei Jasło (2016)

Die Nutzung von Kupfer ist in Polen seit der Jordansmühler Kultur belegt.
Die Frühbronzezeit begann ab 1800 v. Chr. in den westlichen Gebieten mit der mitteleuropäischen Aunjetitzer Kultur, während in Ostpolen weiterhin die Kultur der Schnurkeramik bestand. Neben dem Handwerk entwickelte sich der Handel: Einige Fayenceperlen, Gold und Mittelmeermuscheln zeugen von weit reichenden Verbindungen. Spezialisiertes Handwerk und beginnender Handel begünstigten die weitere soziale Differenzierung. Ein reiches Körpergrab der Periode A2 wurde in Łęki Małe entdeckt. Unter einem vier Meter hohen und 45 Meter breiten Grabhügel war eine Steinkammer errichtet worden. Neben den Skeletten eines Mannes und einer Frau und Tongefäßen fand man zahlreiche Bronzegegenstände, darunter einen Stabdolch und Goldschmuck. 
Die Trzciniec-Kultur (1600–1300 v. Chr.) ist aus Siedlungen mit glockenförmigen Vorratsgruben wie Jakuszowice und von Grabhügeln bekannt. Pferdegeschirr weist auf eine Verbindung in den Karpatenraum. Bronze bleibt insgesamt selten. Die Trzciniec-Kultur wird gewöhnlich in drei Phasen (B,C und D) unterteilt. Interessant sind die Massengräber der Trzciniec-Kultur. In Wolica Nowa hat man in einem Grab 23 Skelette, in Kosin 28 Skelette (elf Frauen, zehn Männer und sieben Kinder) gefunden. Es ist noch nicht geklärt, ob es sich um Familiengräber, Kriegergräber oder Begräbnisse eines „Fürsten“ mit seiner Gefolgschaft handelt. Fragmentarische Menschenreste könnten auf Kannibalismus weisen.[Quelle?]
Etwa ab dem 15. Jahrhundert v. Chr. erstand aus der Trzciniec- und der Vorlausitzer Kultur die Lausitzer Kultur, die den größten Teil des heutigen Polen einnahm. 
Etwa 1200 v. Chr. (Ha A-B) setzte sich die bereits in der mitteleuropäischen Urnenfelderkultur verbreitete Sitte der Brandbestattung durch, welche eine veränderte Religion andeuten könnte. 
Der Lebensunterhalt beruhte wie vorher, vor allem auf Ackerbau und Haustierhaltung. Außer Getreide kultivierte man Hülsen- und Ölfrüchte sowie Gemüse und Obst. Die Jagd spielte eine kleinere Rolle.

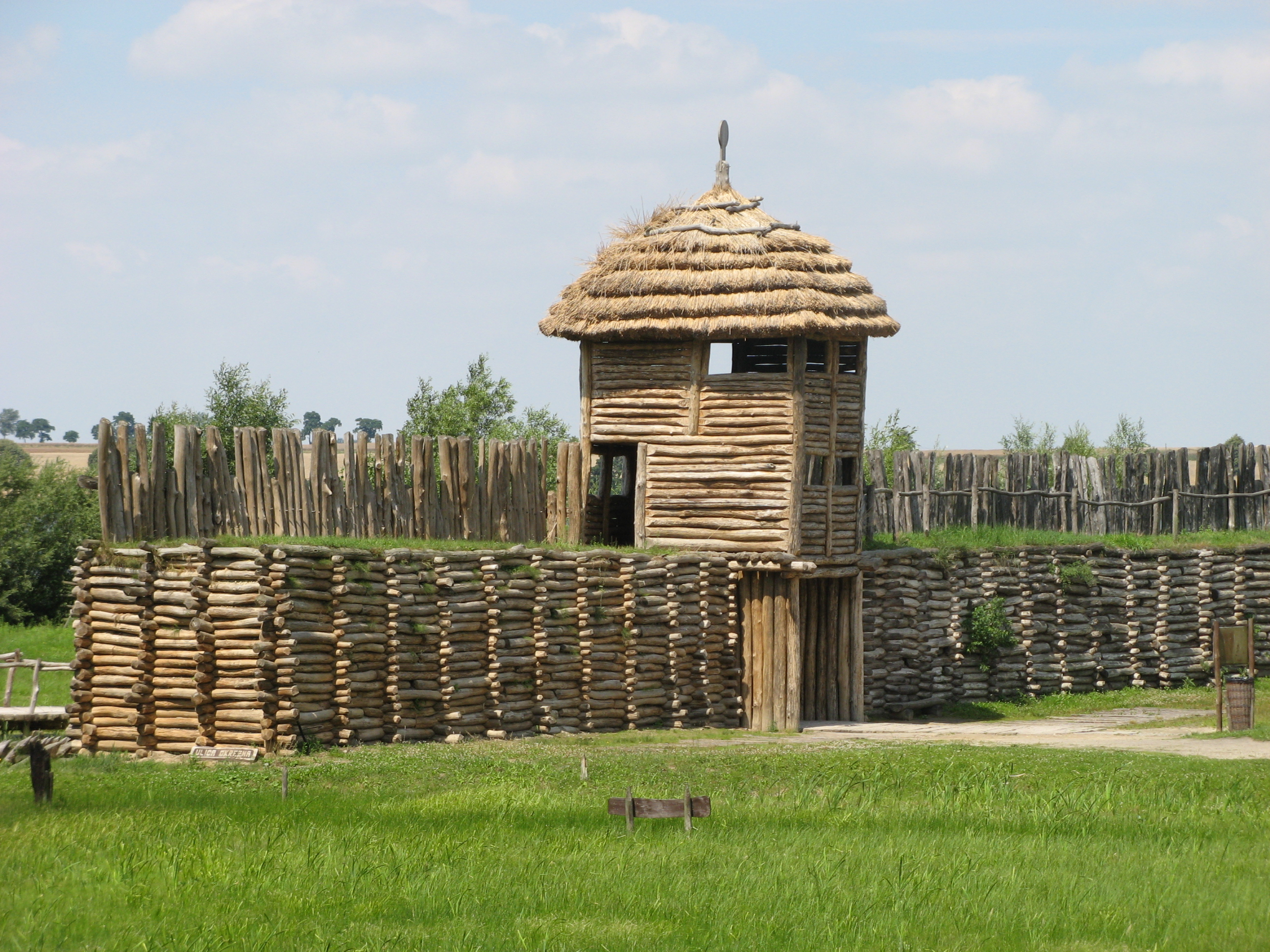
Rekonstruierte Pfahlbausiedlung Biskupin, um 700–400 v. Chr.

Die Träger der Lausitzer Kultur wohnten in offenen und in befestigten Siedlungen. Die ersteren wurden während der gesamten Dauer dieser Kultur bewohnt. Die umwallten Burgsiedlungen erschienen am Ende der Bronzezeit und spielten in der Früheisenzeit eine wichtige Rolle. Als bekanntestes Beispiel gilt die Pfahlbausiedlung bei Biskupin, nördlich von Gnesen, die um 700 v. Chr. gegründet und um 400 v. Chr. zerstört wurde. In den 1930er Jahren zufällig entdeckt, bestand die auf einer Insel angelegte Siedlung aus 106 fast gleichartigen Häusern und war von einer Wehrmauer aus kistenartig aufgerichteten Holzstämmen, die mit Erde und Steinen ausgefüllt war, umgeben. Die Siedlung dürfte insgesamt gegen 1250 Einwohner gezählt haben.
Die Lausitzer Kultur dauerte bis in die Früheisenzeit, bis zum Ende der Hallstattzeit (Billendorfer Kultur). Ab dem 7. Jahrhundert entwickelte sich aus der Lausitzer Kultur die Pommerellische Gesichtsurnenkultur.

## Römische Kaiserzeit

### Prunkgräber von Lübsow
Während der Römischen Kaiserzeit unterhielt die Bevölkerung im Gebiet des heutigen Polen über die Bernsteinstraßen Handelsbeziehungen mit Rom und Griechenland. Auch Gräber mit römischen Offiziersfibeln und anderen Importen der älteren Kaiserzeit sind bekannt (Lübsow-Gruppe), die wohl auf heimgekehrte Söldner bzw. Gefolgschaftsführer hinweisen. Die Gruppe ist benannt nach einem reichen Körpergrab in Lübsow, (polnisch Lubieszewo in der Woiwodschaft Westpommern).

### Germanische Stämme
Ab etwa 750 v. Chr. wanderten in den Nordwesten des heutigen Polen germanische Stämme ein, die sich innerhalb von 500 Jahren bis zum Riesengebirge südwärts ausbreiteten. Als Ostgrenze des germanischen Siedlungsgebietes um das Jahr 75 bezeichnete der römische Historiker Publius Cornelius Tacitus die Weichsel. Er lokalisierte die Rugier und Gepiden an der Ostsee, Burgunden und Goten im Zentrum des Landes und Vandalen und Bastarnen im Süden, sowie östlich der Weichsel schon die nichtgermanischen Venedae. Ende des 2. Jahrhunderts begann die Abwanderung der ostgermanischen Stämme Richtung Süden und Osten.
Die germanische Besiedlung endete im Verlauf des 4. und 5. Jahrhunderts mit der Völkerwanderung.

## Legendäre Herrscher Polens
In der polnischen Geschichtsschreibung wurden seit dem 12. Jahrhundert verschiedene frühe Herrscher genannt, deren Existenz nach heutigem Wissen unsicher oder unwahrscheinlich ist.
- Chronica principum Polonorum von Gallus Anonymus (um 1125):
  - Piast, Siemowit, Lestek, Siemomysł (Piasten)
- Chronik von Vincenz Kadłubek (12. Jahrhundert):
  - Krak, Wanda
- Großpolnische Chronik (um 1290):
  - Lech
- Chronik von Jan Długosz (15. Jhd.):
  - Lech, Krak (Söhne des Krak)

## Slawische Besiedlung

### Entwicklung der Westslawen
Im 6. Jahrhundert, unter dem Ansturm der aus Zentralasien kommenden Awaren, begannen sich slawische Stämme in diesen Gebieten anzusiedeln. Die aus ihrer Heimat zwischen Karpaten und Don verdrängten Slawen bewegten sich nach Westen und Süden. 
Die ersten Versuche einer Staatsgründung unter den Westslawen fanden südlich des heutigen Polen auf dem Gebiet Tschechiens und der Slowakei statt. Um 626 wurde im Kampf gegen das Awaren- und Frankenreich das Reich des Samo gegründet (dessen Existenz nur durch die Fredegarchronik bezeugt ist). Der erste historisch belegte Herrscher der Westslawen hieß Derwan, der 632 eine Allianz mit Samo einging. Nach dem Zusammenbruch des Samo-Reiches um 660 fehlen schriftliche Überlieferungen über Westslawen; erst in der Zeit Karls des Großen erwähnen die Quellen diese Völker wieder. 
Zum Schutz des Frankenreiches vor den heidnischen Slawen wurden Grenzmarken eingerichtet. Es entstand der Limes Sorabicus. Nach der Unterwerfung der Awarenkonföderation durch fränkische Heere um 800 entstand an der Ostflanke des Reiches die Pannonische Mark. Die größte Bedeutung unter den dort siedelnden Verbänden kam dem Mährischen- und dem Nitraer Fürstentum zu, aus denen sich um 830 das spätere Mährerreich herausbildete. Gegen Ende des 9. Jahrhunderts erreichte dieses christliche Reich unter Großfürst Sventopluk seine größte Ausdehnung und weitete seine Einflusssphäre auf die Gebiete der benachbarten Stämme aus.

### Polen vom 7. bis 10. Jahrhundert
Die slawischen Stämme breiteten sich zu Beginn des 7. Jahrhunderts entlang der großen Flüsse wie Weichsel und Oder über das Gebiet des heutigen Polens aus. Sie lebten vor allem an Gewässern, zahlreiche Burganlagen sind bekannt. Dabei stehen sich zwei Lehrmeinungen gegenüber, die eine westliche Herkunft (autochthon) annehmen, bzw. eine östliche (allochthon). Während des 1. Jahrtausends n. Chr. fehlen in Polen allerdings archäologische Fundstätten, die eine durchgehende slawische Siedlungsschicht aufweisen. Daher gilt die Herkunft der frühmittelalterlichen slawischen Kultur als ungelöstes Problem (Andrzej Buko).
An der Ostseeküste gab es Siedlungen von Bewohnern skandinavischer Herkunft wie der große Handelsplatz Jomsburg auf der Insel Wolin oder bei Danzig. An der unteren Weichsel und östlich davon lebten baltische Stämme der Prussen. 
Im 9. Jahrhundert erwähnt der so genannte Bayerische Geograph Namen von slawischen Stämmen auf dem Gebiet des heutigen Polen, wie Wislanen, Goplanen, Dedosizen, Slensanen, Lendizen und anderer.
Ungefähr seit 874 gehören die Stämme Schlesiens und um Krakau zum Großmährischen Reich. In einem Bericht über das Wirken des Slawenapostels Methodius ist u. a. über einen Fürsten der Wislech berichtet, der von der Taufe überzeugt werden sollte. Auf dem Wawel findet sich aus dieser Zeit die älteste bekannte Kirche des Landes.
Nach dem Ende des Großmährischen Reiches 907 ist die politische Zugehörigkeit dieser Gebiete unklar. Ab 953, spätestens 973 gehören Schlesien und Kleinpolen bis an Bug und Stryj in den Einflussbereich der böhmischen Přemysliden. Zuvor unbesiedelte Gebiete wurden in Großpolen nun vergleichsweise dicht besiedelt. Dabei entstanden Festungen, die in der zweiten Hälfte des 10. Jahrhunderts nach einheitlichem Modell in Bnin, Giecz (Powiat Średzki (Großpolen)), Gnesen, Grzybowo, Ostrów Lednicki, Posen und Smarzewo errichtet wurden (Powiat Starogardzki). Später wurden in den Nachbargebieten neue Festungen errichtet, nachdem die vorhandenen niedergebrannt worden waren, so dass hier von einer territorialen Herrschaftsausweitung ausgegangen wird, die die Schriftquellen nicht erfassen. So entsteht in den Quellen der Eindruck, ein Reich sei aus dem Nichts entstanden. Denn in dieser Zeit trat mit Mieszko I. der erste Herrscher aus dem Geschlecht der Piasten in den Blick der Geschichtsschreibung. Mit ihm endet die polnische Vor- und Frühgeschichte: „Aus dem Nebel der Sagen tritt Polen mit einem fähigen Herrscher in die europäische Geschichte ein“, wie es der Historiker Manfred Alexander formulierte.